# ジョン・ケアード (演出家)
ジョン・ケアード（John Caird、1948年9月22日 - ）は、イギリスの舞台演出家・脚本家。カナダのアルバータ州・エドモントン出身。
ロイヤル・シェイクスピア・カンパニーの名誉アソシエイト・ディレクター、ストックホルム王立ドラマ劇場(ドラマーテン)のプリンシパル・ゲスト・ディレクターを兼任するとともに、フリーランスでミュージカルやオペラ、ストレートプレイの脚本・演出を手がける。
代表作は『レ・ミゼラブル』等。トニー賞を2度受賞している。3番目の妻はトニー賞受賞者のフランシス・ラッフェル。

## 上演作品
- 1977年 『死の舞踏 en: The Dance of Death (Strindberg play)』
- 1978年 『Savage Amusement』
- 1978年 『Look Out! Here Comes Trouble』
- 1978年 『The Adventures of Awful Knawful』
- 1979年 『ウィンザーの陽気な女房たち』
- 1979年 『コーカサスの白墨の輪（英語版）』
- 1980年 『ニコラス・ニクルビー』
- 1981年 『Naked Robots』
- 1981年 『The Twin Rivals』 (ジ･アザー･プレイス en:The Other Place (theatre) 、バービカン・ザ・ピット)
- 1982年 『ニコラス・ニクルビー』 (ブロードウェイ)
- 1982年 『ソング・アンド・ダンス』 (パレス・シアター（英語版）)
- 1982年 『Our Friends in the North en: Our_Friends_in_the_North#Stage_play』 (ジ･アザー･プレイス、バービカン・ザ・ピット)
- 1982年 『ピーター・パン』 (バービカン・シアター)
- 1983年 『十二夜』 (ストラトフォード en: Theatre Royal Stratford East)
- 1984年 『ロミオとジュリエット』
- 1984年 『ヴェニスの商人』 (ストラトフォード)
- 1984年 『Red Star』 (バービカン・ザ・ピット)
- 1984年 『お気に召すまま (Som Ni Vill Ha Det)』 (ストックホルム市立劇場 en: Stockholm City Theatre)
- 1984年 『ニコラス・ニクルビー』 (ストラトフォード、アーマンソンシアター en: Ahmanson Theatre、ブロードウェイ)
- 1985年 『レ・ミゼラブル』 (バービカン・センター、パレス・シアター、ブロードウェイ)
- 1985年 『ペリシテ人 en: The Philistines』 (ジ･アザー･プレイス、バービカン・ザ・ピット)
- 1986年 『不釣合いな結婚 en: Misalliance』 (バービカン・センター)
- 1986年 『十人十色 en: Every Man in His Humour』 (スワン・シアター)
- 1987年 『The New Inn en: The New Inn』 (スワン・シアター)
- 1987年 『レ・ミゼラブル』  (帝国劇場)[1]
- 1988年 『A Question of Geography』 (ジ･アザー･プレイス、バービカン・ザ・ピット)
- 1989年 『夏の夜の夢』 (ストラトフォード、バービカン・センター、UKツアー)
- 1989年 『お気に召すまま』 (ストラトフォード、バービカン・センター)
- 1990年 『ジークフリートとロイ・スペクタキュラー』 (Le Mirage, Las Vegas, USA)
- 1991年 『ツァイーデ en: Zaide』 (Musica nel Chiostro, Batignano, Italy)
- 1991年 『チルドレン・オブ・エデン』 (プリンス・エドワード・シアター en: Prince Edward Theatre)
- 1992年 『アントニーとクレオパトラ』 (ストラトフォード、バービカン・センター, 1993)
- 1992年 『Columbus and the Discovery of Japan』  (バービカン・センター)
- 1992年 『ベガーズ・オペラ』 (スワン・シアター& バービカン・センター, 1993)
- 1993年 『Trelawny of the Wells en: Trelawny of the 'Wells'』 (ロイヤル・ナショナル・シアター)
- 1993年 『Life Sentences』 (Second Stage Theatre,ブロードウェイ、ニューヨーク)
- 1994年 『かもめ』 (ロイヤル・ナショナル・シアター)
- 1995年 『ザ・ミリオネアーズ en: The Millionairess (play)』 (UKツアー)
- 1996年 『スタンリー』 (コッテスロー・シアター en: Royal_National_Theatre#Dorfman_Theatre、ロイヤル・ナショナル・シアター、サークル・イン・ザ・スクエア・シアターen: Circle in the Square Theatre、ブロードウェイ)
- 1997年 『ジェーン・エア』 (ロイヤル・アレキサンドラ・シアター en: Royal Alexandra Theatre)
- 1997年 『ピーター・パン』 (ロイヤル・ナショナル・シアター)
- 1998年 『ジェーン・エア』 (ラホーヤ・プレイハウス en: La Jolla Playhouse)
- 1999年 『キャンディード』 (ロイヤル・ナショナル・シアター)
- 1999年 『マネー』 (ロイヤル・ナショナル・シアター)
- 2000年 『ハムレット』 (ロイヤル・ナショナル・シアター、エルシノア・シアター en: Elsinore Theatre、ヨーロッパツアー、BAM en: Brooklyn_Academy_of_Music#Facilities)
- 2000年 『夏の夜の夢』 (En midsommarnattsdröm) (ドラマーテン)
- 2000年 『ジェーン・エア』 (ブロードウェイ)
- 2001年 『ハンブルボーイ』 (コッテスロー・シアター、ロイヤル・ナショナル・シアター、ギールグッド・シアター en: Gielgud Theatre)
- 2002年 『十二夜 (Trettondagsafton)』 (ドラマーテン)
- 2002年 『What the Night is For』 (コメディ・シアター en: Harold Pinter Theatre)
- 2003年 『ハンブルボーイ』  (マンハッタン・シアター・クラブ en: Manhattan Theatre Club)
- 2004年 『Rattle of a Simple Man』 (コメディ・シアター)
- 2004年 『ベケット』 (ヘイマーケット劇場 en: Theatre Royal Haymarket)
- 2004年 『レ・ミゼラブル』  (クイーンズ・シアター Sondheim Theatre)
- 2005年 『マクベス』 (アルメイダ・シアターen: Almeida Theatre)
- 2005年 『Twin Spirits』 (ロイヤル・オペラ・ハウス)
- 2005年 『ドン・カルロ』 (ウェールズ・ナショナル・オペラ、UKツアー)
- 2005年 『The Screams of Kitty Genovese en: Murder_of_Kitty_Genovese#Theatre』 (Public Theater, New York)
- 2006年 『ベガーズ・オペラ』 (日生劇場)[2]
- 2006年 『レ・ミゼラブル』  (ブロードハースト・シアター en: BBroadhurst Theatre)
- 2007年 『死の舞踏』 (ドラマーテン)
- 2007年 『夏の夜の夢』 (新国立劇場)[3]
- 2007年 『錦繍 KINSHU』 (銀河劇場)[4]
- 2007年 『ドン・カルロ』 (カナディアン・オペラ・カンパニー en: Canadian Opera Company)
- 2008年 『ベガーズ・オペラ』 (日生劇場ほか)
- 2008年 『アイーダ』 (ウェールズ・ナショナル・オペラ、 バーミンガム)
- 2008年 『私生活』 (シアタークリエ)[5]
- 2009年 『ウィンザーの陽気な女房たち (Muntra fruarna i Windsor)』 (ドラマーテン)
- 2009年 『逢いびき en: Brief Encounter (opera)』 (ヒューストン・グランド・オペラ en: Houston Grand Opera)
- 2009年 『夏の夜の夢』 (東京、富山)
- 2009年 『ジェーン・エア』 (日生劇場)[6]
- 2009年 『ダディ・ロング・レッグズ』  (ルビコン・シアター)
- 2009年 『錦繍 KINSHU』 (銀河劇場ほか)
- 2010年 『トスカ』 (ヒューストン・グランド・オペラ)
- 2010年 『キャンディード』 (帝国劇場)[7]
- 2010年 『ダディ・ロング・レッグズ』  (USツアー)
- 2010年 『テンペスト (Stormen)』  (ドラマーテン)
- 2011年 『ロミオとジュリエット(Romeo och Julia) 』 (ドラマーテン)
- 2011年 『ドン・ジョヴァンニ』 (ウェールズ・ナショナル・オペラ、UKツアー)
- 2012年 『ドン・カルロ』 (ヒューストン・グランド・オペラ))
- 2012年 『ダディ・ロング・レッグズ』  (シアタークリエほか)
- 2012年 『ジェーン・エア』 (日生劇場・博多座)
- 2012年 『ラ・ボエーム』 (ヒューストン・グランド・オペラ))
- 2012年 『ダディ・ロング・レッグズ』  (ロンドン)
- 2012年 『リトル・ミス・スクルージ』 (ルビコン・シアター)
- 2013年 『トスカ』 (ロサンゼルス・オペラ en: Los Angeles Opera)
- 2013年 『ラ・ボエーム』 (カナディアン・オペラ・カンパニー)
- 2013年 『パルジファル』 (シカゴ・リリック・オペラ)
- 2013年 『リトル・ミス・スクルージ』 ( ベンチュラ )
- 2014年 『ガートルード』 (ドラマーテン)
- 2014年 『ラ・ボエーム』 (サンフランシスコ・オペラ)
- 2015年 『トスカ』 (リリック・オペラ・オブ・シカゴ)
- 2015年 『十二夜』 (日生劇場)[8]
- 2015年 『マックイーン』 (セント・ジェームス劇場 en: St. James Theatre 、ヘイマーケット劇場)
- 2015年 『恋の骨折り損』 (ストラトフォード・フェスティバル)
- 2015年 『ダディ・ロング・レッグズ』 (ダベンポート・シアター en: Davenport Theatre)
- 2015年 『トスカ』(ヒューストン・グランド・オペラ))
- 2015年 『世界がわが家』 (東京、ニューヨーク、ワシントンD.C.)[9]
- 2016年 『世界がわが家』 (Ndere Centre, ウガンダ)
- 2017年 『ハムレット』 (東京芸術劇場)[10]
- 2017年 『ラ・ボエーム』 (サンフランシスコ)
- 2018年 『ドン・ジョヴァンニ』 (ウェールズ・ナショナル・オペラ)
- 2018年 『ナイツ･テイル ー騎士物語ー』 (帝国劇場)[11]
- 2019年 『ザ・フェニックス』 (ヒューストン・グランド・オペラ)
- 2021年 『ナイツ･テイル ー騎士物語ー』 (梅田芸術劇場・帝国劇場・博多座)[12]|
- 2022年 『千と千尋の神隠し』（帝国劇場[13]、梅田芸術劇場、博多座、御園座他）

## 家族
4度の結婚歴、3度の離婚歴があり、フランシス・ラッフェルとの間にできた娘のen:Eliza (English singer)は歌手として知られる。 
- 元妻(1970～) - Helen Brammer
- 元妻(1982～) - Ann Dorszynski
- 元妻(1990～1993) - フランシス・ラッフェル、トニー賞を受賞しているオペラ歌手。
  - 娘 - en:Eliza (English singer)
- 妻(1998～) - 今井麻緒子（『レ・ミゼラブル』の2007年から2009年までの公演でファンティーヌを演じた[14]。1972年生まれ。）